# Olaszfalu
Olaszfalu es un pueblo ubicado en el distrito de Zirc, en el condado de Veszprém, Hungría.

## Superficie
Posee una superficie de 42,80 kilómetros cuadrados.

## Demografía
Hasta 2019 la población era de 1053 habitantes, con una densidad de población de 24,60 habitantes por kilómetro cuadrado.